# Faramea panurensis
Faramea panurensis är en måreväxtart som beskrevs av Johannes Müller Argoviensis. Faramea panurensis ingår i släktet Faramea och familjen måreväxter. Inga underarter finns listade i Catalogue of Life.